# Ріккардо Де Маджистріс
Ріккардо Де Маджистріс (італ. Riccardo De Magistris, 2 червня 1954) — італійський ватерполіст.
Срібний призер Олімпійських Ігор 1976 року.
Бронзовий призер Чемпіонату Європи з водного поло 1977 року.